# Megaloptilla byronella
Megaloptilla byronella är en biart som beskrevs av Engel och Brooks 1999. Megaloptilla byronella ingår i släktet Megaloptilla och familjen vägbin. Inga underarter finns listade i Catalogue of Life.